# Codaryl Moffett
Codaryl „Cody“ Moffett (* 17. Oktober 1961 in New York City) ist ein amerikanischer Jazzmusiker (Schlagzeug, auch Piano, Komposition).

## Leben und Wirken
Moffett stammt aus einer Musikerfamilie; der Jazzmusiker Charles Moffett senior ist sein Vater; die Musiker Charnett, Charles, Mondre und Charisse Moffett sind seine Geschwister. Bereits als Siebenjähriger war er am Debütalbum seines Vaters The Gift für Savoy Records beteiligt. Ab dem zwölften Lebensjahr wuchs er weiter in Oakland auf, wo er die Highschool absolvierte. Dort gründete sein Vater mit seinen Geschwistern und ihm 1975 die Familienband Moffett Family, die gemeinsam mit Natalie Cole, Smokey Robinson, den Staple Singers, Archie Bell, Ramsey Lewis und B. B. King auftrat. 1982 unterstützten sie Keshavan Maslak beim Moers Festival. Als Student war er zudem als Basketballer in der Mannschaft der Stony Brook University tätig, wo er Soziologie und Musik studierte.
Mit der Moffett Family Jazz Band nahm er mehrere Eigenproduktionen und für Venus Records die Alben Africano (1995) und Magic of Love (1997) auf. 1985 entstand mit Kenny Millions das Album Loved by Millions. In den folgenden Jahren arbeitete er zumeist mit seinem Bruder Charnett sowie mit Kenny Drew Jr., mit Stanley Jordan und mit Julian Coryell. 1993 veröffentlichte Telarc sein Debütalbum Evidence.
1998 entstand mit Ahmed Abdullahs Diaspora Dedication, 2000 mit der Michael Marcus 3 das Album Live in N.Y. Um die Jahrtausendwende holte ihn Jemeel Moondoc in seine Gruppen, mit denen die Alben Revolt of the Negro Lawn Jockeys, Spirit House und Live in Paris entstanden. Daneben arbeitete er mit Raphe Malik und Billy Bang, legte aber unter eigenem Namen noch das Album My Favorite Things (2002) vor. Matt McCarrin beteiligte ihn an seinem Album Jazz Street, Sonya Robinson an Fly. Tom Lord verzeichnet 33 Aufnahmen zwischen 1979 und 2010.